# Rhopalophora serripennis
Rhopalophora serripennis là một loài bọ cánh cứng trong họ Cerambycidae.